# Janice Ettle
Janice Ettle (* 3. Dezember 1958) ist eine amerikanische Mittel- und Langstreckenläuferin, Siegerin großer Marathonläufe und Top-Finisherin bei Dutzenden von Straßenrennen sowie Teilnehmerin am Marathon-Weltcup 1987 und Vierte beim Frauenmarathon der Panamerikanischen Spiele 1991 in Havanna, Kuba. Ettle war fünfmalige Teilnehmerin an den US Olympic Marathon Trials.

## Karriere
1980 gewann sie den Las Vegas Celebrity Sun Marathon mit einer Zeit von 2:47:50 Stunden. 1982 gewann Ettle den Grandma’s Marathon in Duluth, Minnesota mit einer Zielzeit von 2:41:21 Stunden. Außerdem wurde sie im selben Jahr Zweite beim Honolulu Marathon (2:43:46). Des Weiteren gewann sie im selben Jahr den Thunder Bay Halbmarathon (1:15:50) und die Dallas 20K (1:13:48).
Zwischen 1986 und 1990 kam Ettle bei der US-Nationalmeisterschaft der Frauen im Marathon unter die ersten fünf Plätze.
1984 wurde Ettle Sechste bei der ersten olympischen Marathonveranstaltung der Frauen in den Vereinigten Staaten, in 2:33:41, knapp vor Nancy Ditz. Es war die 18. beste Marathonzeit einer US-Frau. Joan Benoit, die das Rennen gewann, gewann später die Goldmedaille bei den Olympischen Spielen.
Sie nahm an vier weiteren olympischen US-Marathonveranstaltung teil. Im Jahr 1992 belegte sie den 10. und 1988 den 20. Platz.
1984 gewann Ettle den Freihofer’s Run for Women Ebenfalls 1984 belegte Ettle den dritten Platz beim Philadelphia Distance Classic Halbmarathon, einem Rennen mit 7.300 Läufern. Sie lief eine 1:12:01 und kam hinter Joan Benoit und Judi St. Hilaire ins Ziel.
Sie ist die Gewinnerin des Twin Cities Marathons 1985 in Minneapolis-St. Paul, Minnesota, bei dem sie die neuntbeste Zeit der Frauen in diesem Jahr in den Vereinigten Staaten erreichte: 2:35:47 Stunden.
1986 lief und gewann Ettle das Alaska 10-K Classic, ein Rennen, das einen Showdown vieler amerikanischer Spitzenläufer bot, darunter Alberto Salazar und Don Clary, der für die Männer gewann und sagte: "Wenn Janice nicht hier gewesen wäre, hätte ich es nicht geschafft. Sie beendete den Wettkampf in 33:43. Im nächsten Monat verpasste sie auf dem Weg zu einem fünften Platz beim Twin-Cities-Marathon auf der Summit Avenue in St. Paul, Minnesota, nur knapp einen Autounfall. Leider wurde Laura Albers angefahren. Ettle sah, wie sie am Boden ins Schleudern geriet, aufstand und weiterlief, um den sechsten Platz zu erreichen.
Im Jahr 1987 trat Ettle auf der internationalen Bühne beim Marathon-Weltcup 1987 an, wo sie bei den amerikanischen Frauen den ersten Platz und im Gesamtklassement den 14. Platz in einer Zeit von 2:37:02 Stunden erreichte.
Sie gewann eine Reise nach Havanna (Kuba), für den Frauenmarathon der Panamerikanischen Spiele 1991 im US-Team und wurde mit 2:49:22 Vierte. Die USA belegten den zweiten Platz in der Gesamtwertung des Wettbewerbs.
Sie war auch Siegerin vieler anderer 10-Kilometer-, 5-Kilometer- und 10-Meilen-Rennen sowie Marathon- und Halbmarathonläufe, darunter der North Country Marathon in Walker, Minnesota, der 25-Kilometer-Lauf von City of Lakes und der City of Lakes 25K, den sie 1985 (1:29:12) und 1992 (1:32:49) gewann.
Ettle qualifizierte sich für die United States Olympic Trials 1992 für den 10.000-Meter-Lauf.
In ihrer gesamten Leichtathletik-Karriere gewann sie Preisgelder im Gesamtwert von rund 107.000 US-Dollar.

## Leben
Ettle wuchs in Stearns County, Minnesota, auf. Sie begann 1974 mit dem Laufen und stellte in diesem Bundesstaat Rekorde in der Highschool für Mädchen auf. Der Highschool-Sportverband ernannte sie 1977 zur Leichtathletin des Jahres. Sie machte 1977 ihren Abschluss an der Albany High School. Anstatt aufs College zu gehen, besuchte sie das Technical and Community College in Alexandria. Sie wurde medizinische Laborantin.
Später trainierte und unterstützte sie viele aufstrebende Läufer in Minnesota. Sie war für ihre Freundlichkeit und mentale Härte bekannt. Ettle wurde in die Hall of Fame der Albany High School und in die Hall of Fame der Leichtathletik der University of Minnesota aufgenommen. Ettle lebte später in der Nähe von Minneapolis, wo sie als Dentalhygienikerin arbeitete.